# 조르주케뱅 은쿠두
조르주케뱅 은쿠두 음비다(프랑스어: Georges-Kévin Nkoudou Mbida, 1995년 2월 13일 ~ )는 사우디 프로페셔널리그 클럽 다마크에서 윙어로 뛰고 있는 카메룬의 프로 축구 선수이다. 프랑스에서 태어난 그는 카메룬 국가대표팀에서 뛰고 있다.

## 구단 경력

### 낭트
그는 2008년 7월, 파리 생제르맹 사전 훈련 센터에 외부인으로 합류했다. 하지만 두 시즌이 지난 후 파리 클럽은 그에게 훈련 센터 합류를 제안하지 않다. 그래서 그는 PSG를 떠나 AC 블로뉴빌랑쿠르 클럽으로 이적했다. 1년 후, 그는 낭트와 릴로부터 제안을 받았다.
그 후 낭트에 입단하기로 결심하고 2011년 인턴십 계약을 체결했다. 2013년 8월 8일, 그는 클럽과 3년 프로 계약을 체결했다. 2013년 8월 11일, 바스티아와의 2013-14년 시즌 개막전에서 리그 1 데뷔 전을 치렀다. 그는 경기 막판 세르주 각페와 교체되었다.

### 마르세유
2015년 6월, 은쿠두는 100만 파운드에 마르세유로 이적했다. 2015-16년 시즌 동안 활약한 은쿠두는 UEFA 유럽 최우수 선수 투표에서 30위를 차지했다.

### 토트넘 홋스퍼
2016년 8월 31일, 은쿠두는 1,100만 파운드의 이적료로 토트넘 홋스퍼로 이적하여 클럽과 5년 계약을 체결했다. EFL컵에서 질링엄을 상대로 토트넘 데뷔 전을 치른 그는 전반 60분 크리스티안 에릭센 소속으로 출전했고, 미들즈브러를 상대로 90분에 리그에서 매우 짧은 데뷔 전을 치렀다. 2016-17년 시즌에는 주로 교체 선수로 17경기에 출전했으며, 2016년 10월 25일, 리버풀과의 EFL컵 경기와 2017년 1월 28일, 위컴 원더러스와의 FA컵 경기 등 단 2경기에만 선발 출전했다.
2017-18년 시즌 첫 선발 출전한 은쿠두는 2017년 12월 6일, 아포엘과의 UEFA 챔피언스리그 조별 리그 경기에서 토트넘 소속으로 첫 골을 넣었고, 결국 3-0으로 승리했다.

#### 번리로의 임대
2018년 1월 8일, 은쿠두는 2017-18년 시즌이 끝날 때까지 프리미어리그 클럽 번리로 임대 이적을 완료했다. 그는 1군에 정기적으로 진출하지 못했고, 주로 요한 베르그 그뷔드뮌손의 백업으로 활약하며 8경기에 출전했다.

#### 토트넘으로의 복귀
은쿠두는 2018-19년 시즌 토트넘으로 돌아왔지만 1군에 진입하는 데 어려움을 겪었다. 그는 웨스트햄 유나이티드와의 리그컵 4라운드 경기에서 벤치에서 퇴장하는 시즌 첫 경기를 치렀다. 풀럼과의 리그 경기에서 다시 교체 투입되어 해리 윙크스의 결승골에 결정적인 크로스를 올렸다.

#### 모나코로의 임대
2019년 1월 31일, 은쿠두는 2018-19년 시즌 남은 기간 동안 모나코에 임대로 합류했다.

### 베식타시
은쿠두는 2019년 8월 22일, 460만 파운드에 쉬페르리그 클럽 베식타시와 계약했다. 베식타시에서 그는 5년 동안 평균 21골과 108경기에서 9번의 결정적인 패스를 기록했다.

### 다마크
2023년 8월 15일, 은쿠두는 사우디 프로페셔널리그 클럽 다마크로 자유 이적했다. 그는 시즌 초반 멀티골과 해트트릭을 기록하며 크리스티아누 호날두와 명예 최다 득점 타이틀을 놓고 경쟁하고 있다.

## 국가대표팀 경력
프랑스에서 태어난 은쿠두는 카메룬 출신이다. 은쿠두는 다양한 수준의 프랑스 청소년 국가대표였다.  2022년 4월 24일, 은쿠두는 카메룬 국가대표팀에서 뛰고 싶다고 발표했다. 3주 후인 2022년 5월 13일, 카메룬 축구 연맹은 FIFA가 은쿠두의 국가대표 자격 변경을 승인했다고 발표했다.
발표 다음 날, 그는 2023년 아프리카 네이션스컵 예선을 위해 카메룬 국가대표팀에 소집되었다. 그는 2022년 6월 9일, 부룬디와의 첫 경기를 치를 계획이었지만 부상으로 기권했다.
2022년 11월 10일, 그는 리고베르 송에 의해 2022년 FIFA 월드컵에 출전할 선수로 선정되었다.
2023년 12월 28일, 그는 2023년 아프리카 네이션스컵에 출전할 카메룬 선수 27명의 명단에서 선발되었다.

## 수상
베식타시
- 쉬페르리그 : 2020–21
- 튀르키예 쿠파스 : 2020–21
- 쉬페르 쿠파 : 2021